# Neodeta ochriplaga
Neodeta ochriplaga är en fjärilsart som beskrevs av W. Warren 1906. Neodeta ochriplaga ingår i släktet Neodeta och familjen Uraniidae. Inga underarter finns listade i Catalogue of Life.